# Józef Gerald Wyżycki
Józef Gerald Wyżycki, herbu Gerałt (ur. 1792, zm. 1868) – polski agronom i ziemianin.
Ziemianin, właściciel dóbr Rosica w guberni witebskiej. Z zamiłowania agronom i botanik. Znany głównie z dwóch podręczników uprawy roślin i hodowli zwierząt, szczególnie popularnych na Ziemiach Zabranych. Publikował w latach 1842-1849 w wychodzącym w Wilnie czasopiśmie „Rubon”. Członek korespondent Galicyjskiego Towarzystwa Gospodarskiego (1852-1853).

## Prace Jana Geralda Wyżyckiego
- Nauka hodowli zwierząt domowych, czyli o systematycznej poprawności, O chowaniu i pielęgnowaniu krajowych koni, bydła rogatego owiec, kóz, świń i ptactwa domowego, podług dzieł Schmaltza Thaera, Burgera, Koppego, Andre, D’EsItoua, Velheima i innych, tudzież podług własnych doświadczeń dla użytku przez Józefa Gerald Wyżyckiego, z przedmową Michała Oczapowskiego, przedmów dwie V i IV, spis str. 417, i Nakł. Merzbacha. Warszawa 1838 wydanie II Warszawa 1958
- Zielnik ekonomiczno-techniczny czyli opisanie drzew, krzewów i roślin dziko rosnących w kraju, jako też przyswojonych, z pokazaniem użytku ich w ekonomice, rękodziełach, fabrykach i medycynie domowej, z wyszczególnieniem jadowitych i szkodliwych oraz mogących służyć ku ozdobie ogrodów i mieszkań wiejskich ułożony dla gospodarzy i gospodyń, tom 1-2 Wilno 1845 Wielkopolska Biblioteka Cyfrowa - wersja elektroniczna